# Дреосси, Бруно
Бру́но Дрео́сси (итал. Bruno Dreossi; 11 июля 1964, Монфальконе) — итальянский гребец-байдарочник, выступал за сборную Италии в конце 1980-х — начале 1990-х годов. Бронзовый призёр летних Олимпийских игр в Барселоне, победитель многих регат национального и международного значения.

## Биография
Бруно Дреосси родился 11 июля 1964 года в городе Монфальконе провинции Гориция. Начал заниматься спортом в местном клубе «Тимаво» (итал. Canottieri Timavo) у тренера Серджо Соранцио, а с 1984 по 1996 год выступал за «Фьямме Джалле» (итал. Gruppi Sportivi Fiamme Gialle). В 1981 году впервые стал чемпионом Италии — в двойках на дистанции 500 метров среди юниоров. В том же году на чемпионате мира среди юниоров в Софии стал пятым в зачёте четырёхместных байдарок на той же дистанции.
Первого серьёзного успеха на взрослом международном уровне добился в 1986 году, когда попал в основной состав итальянской национальной сборной, выступил на чемпионате мира в Монреале, занял седьмое и девятое места соответственно на дистанциях 500 и 10 000 метров в четырёхместных байдарках. Благодаря череде удачных выступлений удостоился права защищать честь страны на летних Олимпийских играх в Сеуле. Вместе с напарником Алессандро Пьери стартовал в зачёте двухместных байдарок на дистанции 1000 метров, но сумел дойти здесь лишь до стадии полуфиналов, где финишировал пятым.
В 1992 году Дреосси прошёл квалификацию на Олимпийские игры в Барселоне — с новым партнёром Антонио Росси выступал в двойках на пятистах метрах и завоевал бронзовую медаль — в решающем заезде его обошли только экипажи из Германии и Польши. На Олимпийских играх в Атланте был запасным. Вскоре по окончании этих соревнований принял решение завершить карьеру профессионального спортсмена, уступив место в сборной молодым итальянским гребцам.
32 раза становился чемпионом Италии в разных классах, в том числе:
- в байдарках-двойках на 200 метров — 1995;
- в байдарках-двойках на 500 метров — 1988, 1993, 1994, 1995;
- в байдарках-двойках на 1000 метров — 1988, 1996;
- в байдарках-двойках на 10 000 метров — 1993;
- в байдарках-четвёрках на 500 метров — 1985, 1986, 1987, 1989, 1990, 1992, 1996;
- в байдарках-четвёрках на 1000 метров — 1985, 1986, 1989, 1993, 1994, 1995, 1996;
- в байдарках-четвёрках на 10 000 метров — 1984, 1985, 1986, 1987, 1989, 1992[1].

Стал тренером в клубе «Монфальконе» (итал. Società kayak e canoa Monfalcone). В 2007 году завоевал серебряную медаль на чемпионате Италии в марафоне на 31 км